# جعفر بن مبشر الثقفي
هو جعفر بن مبشِّر الثقفي (توفي 234 هـ = 848م)، تلميذ المُردار، وقرين جعفر بن حرب، حيث كان هو وإياه سيدا معتزلة بغداد في عصرهما، ومضربا المثل في العلم والعمل، فكان يُقال علم الجعفرين، وزهد الجعفرين، كما يقال عدل العمرين (عمر بن الخطاب وعمر بن عبد العزيز).
كان جعفر بن مبشر مقدماً في الكلام، والفقه، والحديث، والقرآن، والنسك، والاجتهاد، وألف الكتب الكثيرة في الكلام والفقه، وكان يرى ما يشبه قول أهل الظاهر، فيرى اتباع ظاهر القرآن والسُّنة والإجماع، ويكره الرأي والقياس، وكان يناظر بشراً المريسي فيهرب منه بشر لقوة حجّته.
كان جعفر بن مبشر خليفة المُردار في الزهد والورع وحسن القصص، وقد نقل أهل عانات كلهم إلى الاعتزال بحسن تأتّيه ورقة قصصه. وقد سأل الخليفة الواثق أحمد بن أبي دؤاد - وكلاهما معتزلي - لم لا تولي القضاء أصحابنا (أي من المعتزلة)؟ فقال: يا أمير المؤمنين إنهم يمتنعون عن ذلك، وهذا جعفر بن مبشر وجهت إليه بعشرة آلاف درهم فأبى ان يقبلها، فذهبت إليه بنفسي واستأذنت فأبى أن يأذن لي.. فكيف أولي القضاء مثله؟

## أثره
إن المردار وتلميذيه الجعفرين (جعفر بن مبشر وجعفر بن حرب) قد أظهروا في بغداد نوعاً من الاعتزال، ورِعاً زاهداً، فكانوا أشبه شيء بعمرو بن عبيد وواصل بن عطاء، وكانت سيرتهم سبباً في انتشار الاعتزال في بغداد.

## مؤلفاته
- كتاب الأشربة.
- كتاب السنن والاحكام.
- كتاب الاجتهاد.
- كتاب الحكاية والمحكى.
- كتاب المعارف على الجاحظ.
- كتاب تنزيه الأنبياء.
- كتاب الحجة على أهل البدع.
- كتاب الناسخ والمنسوخ.
- كتاب الطهارة.
- كتاب الآثار الكبير.
- كتاب معاني الأخبار وشرحها.
- كتاب الدار.
- كتاب على أصحاب اللطف.
- كتاب على أصحاب القياس والرأي.[1]